# Göran Samuelsson

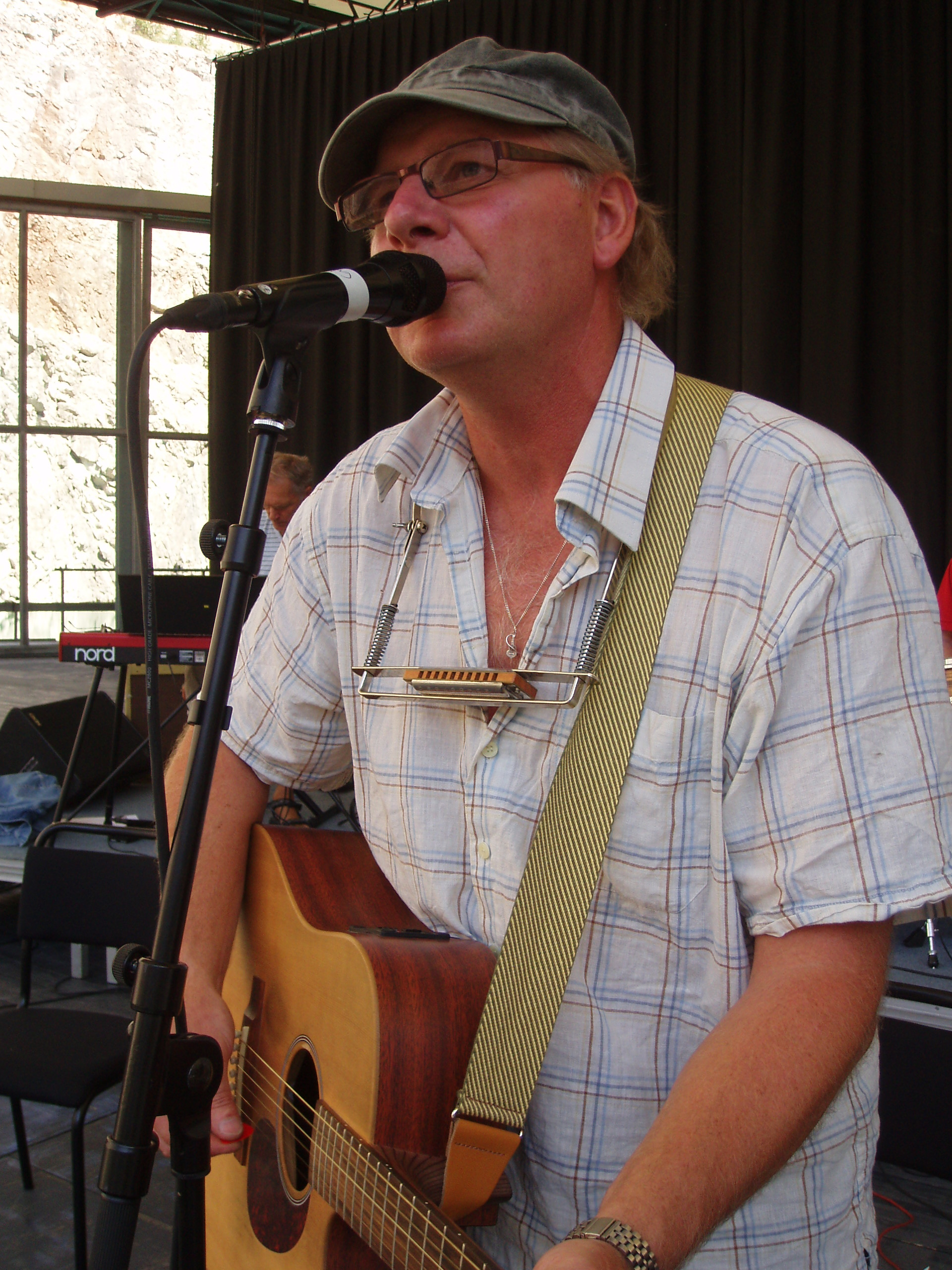
Göran Samuelsson

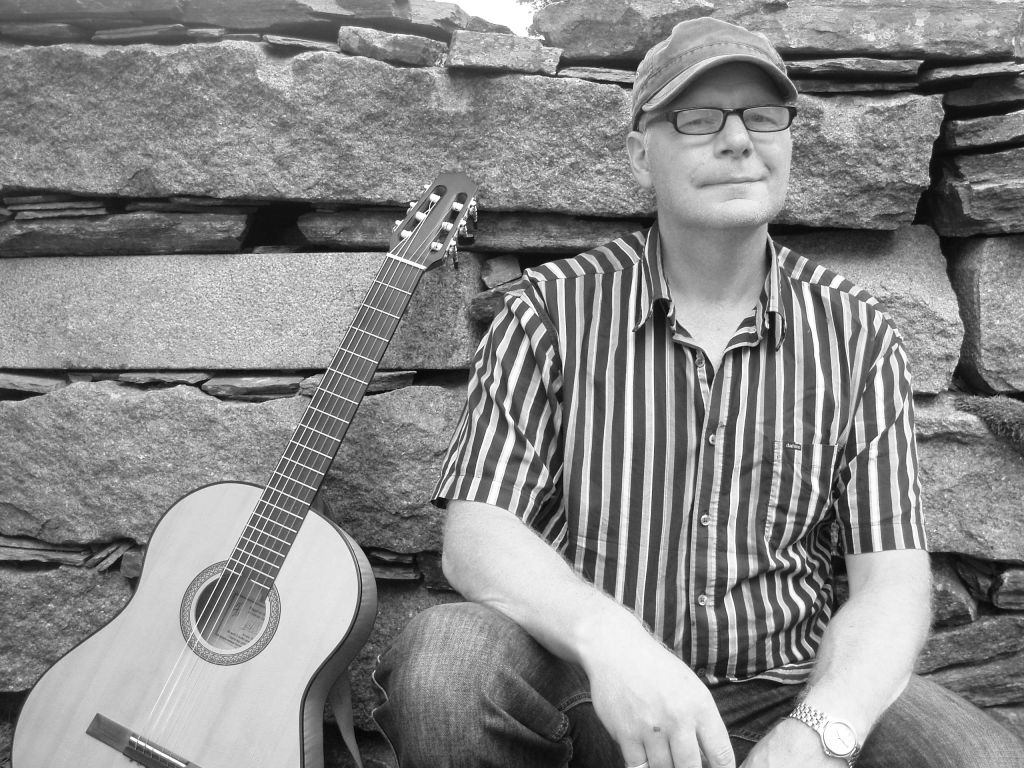

Göran Samuelsson, född 1961 i Västra Ämterviks församling, är en svensk sångpoet, trubadur och låtskrivare.  
Göran Samuelsson har gett ut 18 CD/LP/Digitala produktioner varav den senaste ”Dahlia” (Fergus Record/Naxos )  gavs ut 2024. 1992 startade han Packmopedsturnén. En musikturné i Värmland som alltsedan dess varit i ständig utveckling och som avslutades sommaren 2022 med turnén "30 år i 30". 1998 gav han ut diktsamlingen "Under ett stolsben" och 2010 blev Göran Samuelsson vald till årets värmlänning Samma år fick han Svenska vispriset. 2016 tilldelades han det prestigefyllda priset "Musikörat" av Live at heart i Örebro. 2023 förärades han Nils Ferlin-Sällskapets trubadurpris.

## Diskografi

### Album
- 1989: Lögnhalsen
- 1990: Du käre gamle skithus[3]
- 1994: Visor & sånt
- 1995: Tangonatt
- 1998: Stilla liv
- 2000: Ännu en dag utan regn
- 2002: Postlåda 303
- 2005: Vanliga människor
- 2006: 29/30
- 2008: Bättre tid
- 2010: Kugg
- 2012: E. Samuelssons Handelsträdgård
- 2014: Ekot av mig själv
- 2015: Salt & Lavendel (i samarbete med Karlstads Kammarkör).
- 2016: Stad & Land
- 2023: Avlägset & nära
- 2024: Dahlia

### Singlar
- 2017: Låtsasvärld
- 2018: Levande
- 2018: Längtans ö
- 2019: Skimmer
- 2020: TupilaK
- 2021: Tid
- 2021: En rad av ögonblick
- 2022: Lugn och ro
- 2022: Natten bär
- 2022: Rapport från staccato by
- 2024: Håll färgen (remix)

## Stipendier &  utmärkelser
- 2001: Värmlands Visstipendium
- 2003: Konstnärsnämndens arbetsstipendium
- 2004: Konstnärsnämndens arbetsstipendium
- 2004: Frödingstipendiet
- 2010: Svenska Vispriset
- 2010: Årets Värmlänning
- 2016: Musikörat
- 2020: Helmiastiftelsen
- 2023: Nils Ferlin-sällskapets trubadurpris